# Чертковский историко-краеведческий музей
«Чертко́вский исто́рико-краеве́дческий музе́й» — музей в посёлке Чертково Чертковского района Ростовской области Российской Федерации, созданный 21 сентября 1983 года.
Полное наименование учреждения — «Муниципальное бюджетное учреждение культуры Чертковского района „Чертковский историко-краеведческий музей“». Сокращённое наименование — МБУК «Чертковский историко-краеведческий музей».
Юридический адрес учреждения: 346000, Россия, Ростовская область, Чертковский район, п. Чертково, ул. Петровского, д. 89-а.
Директор музея — Олифир Владимир Филиппович.

## История учреждения
Музей в посёлке Чертково Чертковского района Ростовской области был создан Решением исполкома Чертковского районного совета народных депутатов от 21 сентября 1983 года № 368. Первоначально музей был размещён в здании, расположенном в переулке Пионерском, д. 27.

## Экспозиции музея
Экспозиции музея формировались местными жителями и по материалам раскопок, проводимых в Чертковском районе. В настоящее время в музее собрано 2 706 единиц хранения (2015), включающих в себя фотографии, документы, предметы истории и культуры и др. Экспозиции музея рассказывают об истории и культуре Чертковского района Ростовской области и его жителях на протяжении всей его истории. В музее есть экспонаты и материалы о спортивных достижениях чертковских спортсменов, среди них — фотографии, награды, кубки и др. В экспозиции, посвящённой природе района, представлены чучела животных, обитающих в этой местности: олени, косули, суслики, птицы.
Центральное место в музее занимает диорама боя в годы Великой Отечественной войны с участием советской и немецкой авиации, танков и пехоты. На диораме представлены предметы времён Великой Отечественной войны. Среди них автомат, рация, ящики для боеприпасов, военная каска, ружьё, мина и другие предметы.
В Чертковском историко-краеведческом музее организуются выставки, акции «Ночь музеев» и др. Сотрудники музея читают лекции школьникам района. За год музей посещают более 3 300 человек (2015).

### Экспозиционные залы
Экспозиции музея расположены в пяти залах:
- зал № 1 «История и быт нашего района»;
- зал № 2 «Природа»;
- зал № 3 «Великой Отечественной войны»;
- зал № 4 «Воинской Славы»;
- зал № 5 «Выставочный зал».